# Élections fédérales suisses de 1857
Les élections fédérales suisses de 1857 se sont déroulées le 28 octobre 1857. Ces élections permettent d'élire au système majoritaire les 120 députés, répartis sur 49 arrondissements électoraux répartis sur les 22 cantons, siégeant au Conseil national (chambre basse), pour une mandature de trois ans.
Dans tous les cantons, les élections au Conseil des États sont quant à elles toujours non régulées et certains cantons ont renouvelé leurs Sénateurs parfois plusieurs fois sur les trois années écoulées. Les Conseillers aux États sont élus, nommés ou désignés par les Grands Conseils, et ce à des dates variables.
Pour ces élections depuis 1848, les Radicaux (centre-gauche) remportent pour la quatrième fois consécutivement le scrutin fédéral, tant en nombre de sièges (79) qu'en termes de voix (60,4 %). Ces élections voient également les Catholiques Conservateurs dépasser, avec 21 sièges (+7), pour la première fois les centristes  Libéraux Modérés alors que la Droite Évangélique perd un siège pour s'établir à 5. Enfin, la Gauche Démocratique disparaît de l'hémicycle en perdant ses 2 mandats qu'elle avait conservés lors des élections de 1854.
Ces élections ont débouché sur la 4e Législature qui s'est réunie pour la première fois le 7 décembre 1857.
Sur les 526 693 hommes âgés de 20 et plus et ayant droit de cité, 244 774 d'entre eux prirent part à ce scrutin, ce qui représente un taux de participation de 46,5% (+0,8 %). Le taux de participation le plus élevé est dans le Canton de Schaffhouse, canton ayant introduit le vote obligaoire avec 86,4 %.
Toutefois, ces chiffres ne tiennent pas compte la participation dans 6 cantons (AI, AR, GL, OW, NW et UR) où les conseillers nationaux furent élus par les Landsgemeinden cantonales respectives.

## Législature 1857-1860
Les liens (et couleurs) renvoient sur les partis héritiers actuels de ces formations politiques d'antan. Certaines formations sont passées de gauche au centre-droit (GR, CL ⇒ PLR), d'autres de la droite au centre-droit (PCC ⇒ PDC) ou  centre-gauche (DÉ ⇒ PEV). La Gauche Démocratique est restée à gauche aujourd'hui à travers les mouvements socialistes.
|  | Formations («Partis»)         | Sigles | Tendances politiques                           | Sièges au CN | Sièges au CE |
|  | ----------------------------- | ------ | ---------------------------------------------- | ------------ | ------------ |
|  | Gauche Radicale               | GR     | Radicaux, Radicaux-démocrates, Gauche          | 79           | 13           |
|  | Parti catholique conservateur | PCC    | Conservateurs catholiques, Droite              | 21           | 14           |
|  | Centre Libéral                | CL     | Libéraux, Modérés, Libéraux-démocrates, Centre | 15           | 11           |
|  | Droite Évangélique            | DE     | Conservateurs réformés, Droite                 | 5            | -            |
|  | Divers                        | Ind    | Divers                                         | -            | 2            |
|  | Gauche Démocratique           | GD     | Démocrates, Gauche                             | -            | -            |
|  | Vacant                        | -      | n/a                                            | -            | 4            |

## Résultats au Conseil national dans les cantons
| Canton             | Total | GD     | GR      | CL      | DE     | PCC     |
| ------------------ | ----- | ------ | ------- | ------- | ------ | ------- |
| Zurich             | 13    | 0 (-1) | 13 (+2) | -       | 0 (-1) | -       |
| Berne              | 23    | -      | 19 (+1) | 0 (-1)  | 4 (-1) | -       |
| Lucerne            | 7     | -      | 5 (+1)  | 0 (-1)  | -      | 2       |
| Uri                | 1     | -      | -       | -       | -      | 1       |
| Schwytz            | 2     | -      | 0 (-1)  | -       | -      | 2 (+1)  |
| Nidwald            | 1     | -      | 1 (+1)  | -       | -      | 0 (-1)  |
| Obwald             | 1     | -      | -       | -       | -      | 1       |
| Glaris             | 2     | -      | 0 (-2)  | 2 (+2)  | -      | -       |
| Zoug               | 1     | -      | -       | -       | -      | 1       |
| Fribourg           | 5     | -      | -       | 1 (-1)  | -      | 4 (+1)  |
| Soleure            | 3     | -      | 2 (+1)  | 0 (-2)  | -      | 1 (+1)  |
| Bâle Campagne      | 2     | -      | 2       | -       | -      | -       |
| Bâle-Ville         | 1     | -      | -       | 1       | -      | -       |
| Schaffhouse        | 2     | -      | 2 (+1)  | 0 (-1)  | -      | -       |
| Rhodes-Extérieures | 2     | -      | 1 (-1)  | 1 (+1)  | -      | -       |
| Rhodes-Intérieures | 1     | -      | -       | -       | -      | 1       |
| Saint Gall         | 8     | -      | 5 (-2)  | 0 (-1)  | -      | 3 (+3)  |
| Grisons            | 4     | -      | 2       | 1       | 1      | -       |
| Argovie            | 10    | -      | 5 (-2)  | 4 (+2)  | -      | 1       |
| Thurgovie          | 4     |        | 3       | 1       | -      | -       |
| Tessin             | 6     | -      | 6       | -       | -      | -       |
| Vaud               | 10    | 0 (-1) | 7 (-2)  | 3 (+3)  | -      | -       |
| Valais             | 4     | -      | 0 (-2)  | -       | -      | 4 (+2)  |
| Neuchâtel          | 4     | -      | 4       | -       | -      | -       |
| Genève             | 3     | -      | 2 (+2)  | 1 (-2)  | -      | -       |
|                    | 120   | 0 (-2) | 79 (-2) | 15 (-1) | 5 (-1) | 21 (+7) |